# Joe Gilligan
Joseph „Joe” Gilligan (ur. 7 listopada 1954 w Manchester) – brytyjski zapaśnik walczący w stylu wolnym. Dwukrotny olimpijczyk. Odpadł w eliminacjach turnieju w Monachium 1972 i Montrealu 1976. Startował w kategorii 68 kg.
Srebrny medalista igrzysk Wspólnoty Narodów w 1974, brązowy w 1978 i czwarty w 1982 roku, gdzie reprezentował Anglię.
Ośmiokrotny mistrz kraju w latach 1973–1976, 1978, 1980 i 1982 (69 kg) i 1979 (76 kg).
- Turniej w Monachium 1972

Wygrał z André Chardonnensem ze Szwajcarii, a przegrał z Kikuo Wadą z Japonii i Włodzimierzem Cieślakiem.
- Turniej w Montrealu 1976

Pokonał Sergio Fiszmana z Argentyny, a przegrał z Eberhardem Probstem z NRD i Gerhardem Weisenbergerem z RFN.